# 寂靜殺機
《寂靜殺機》（英語：The Quiet）是一部由潔咪·巴比特（Jamie Babbit）執導的2005年電影。劇情描述一位聾啞女孩受一個家庭收養的故事，在故事中她發現了關於此家庭的一些秘密。主角是伊麗莎·庫斯伯特（Elisha Cuthbert）與卡蜜拉·貝兒（Camilla Belle）等人。

## 外部連結
- 互联网电影数据库（IMDb）上《The Quiet》的资料（英文）
- 爛番茄上《The Quiet》的資料（英文）
- Metacritic上《The Quiet》的資料（英文）
- Box Office Mojo上《The Quiet》的資料（英文）
- AllMovie上《The Quiet》的资料（英文）